# 文政 (山西)
文政（1912年—1960年），曾名郑文，山西文水人，中华人民共和国政治人物。
1940年加入中国共产党。曾任中共文水县委组织部部长，县委副书记。中华人民共和国成立后，历任中共阳泉矿务局二、四矿党总支书记，中共阳泉市委组织部副部长，中共阳泉市郊区区委副书记。1957年3月至1957年8月，任中共阳泉市站上区区委第一书记。1958至1960年，任阳泉矿务局党校、干部学校党总支书记。1960年因病去世。